# Cerura arctica
Cerura arctica är en fjärilsart som beskrevs av Zetterstedt 1839. Cerura arctica ingår i släktet Cerura och familjen tandspinnare. Inga underarter finns listade i Catalogue of Life.